# Гжендзін
Гжендзін (пол. Grzędzin) — село в Польщі, у гміні Польська Церекев Кендзежинсько-Козельського повіту Опольського воєводства.
Населення — 313 осіб (2011).

## Демографія
Демографічна структура станом на 31 березня 2011 року:
|          | Загалом | Допрацездатний вік | Працездатний вік | Постпрацездатний вік |
| -------- | ------- | ------------------ | ---------------- | -------------------- |
| Чоловіки | 146     | 25                 | 100              | 21                   |
| Жінки    | 167     | 26                 | 93               | 48                   |
| Разом    | 313     | 51                 | 193              | 69                   |